# Săcel (Maramureș)
Săcel è un comune della Romania di 3 641 abitanti, ubicato nel distretto di Maramureș, nella regione storica della Transilvania.